# Collezione Bührle
La Collezione Bührle è una fondazione e collezione di arte impressionista e moderna con sede in Zollikerstrasse 172, a Zurigo, in Svizzera. Il museo oggi è chiuso e non è visitabile.
È oggi possibile visitare la collezione Bührle al Kunsthaus di Zurigo.

## Collegamento con la Germania nazista
Bührle acquistò le sculture gotiche del membro del NSDAP e ardente sostenitore nazista Benno Griebert . Bührle riuscì ad acquisire la sua collezione d'arte privata solo esportando armi per un valore di 623 milioni di franchi all'esercito di Adolf Hitler.

## Storia
Questa collezione si deve all'industriale Emil Georg Bührle (1890-1956), industriale e collezionista a partire dagli anni trenta, con una particolare predilezione per gli impressionisti e post-impressionisti francesi. Nel 1960, quattro anni dopo la morte di Bührle, la sua casa divenne museo e venne aperta al pubblico: il patrimonio consta di 168 quadri e 30 sculture. La collezione è custodita in una villa dell'800 in stile inglese, situata all'estremità sud del quartiere di Seefeld.
Il museo espone opere di Pierre Bonnard, Georges Braque, Paul Cézanne, Marc Chagall, Gustave Courbet, Edgar Degas, Eugène Delacroix, Fernand Léger, Édouard Manet, Henri Matisse, Amedeo Modigliani, Claude Monet, Pablo Picasso, Camille Pissarro, Odilon Redon, Pierre-Auguste Renoir, Paul Signac, Alfred Sisley, Henri de Toulouse-Lautrec, Maurice Utrillo, Vincent van Gogh ed altri ancora.

## Le opere maggiori
Paul Cézanne
- Il ragazzo con il panciotto rosso, 1888-1890

Pierre-Auguste Renoir
- Ritratto di Irene Cahen d'Anversa, 1880

Altri
- Campo di papaveri a Vetheuil
- Giovane donna

## Galleria d'immagini

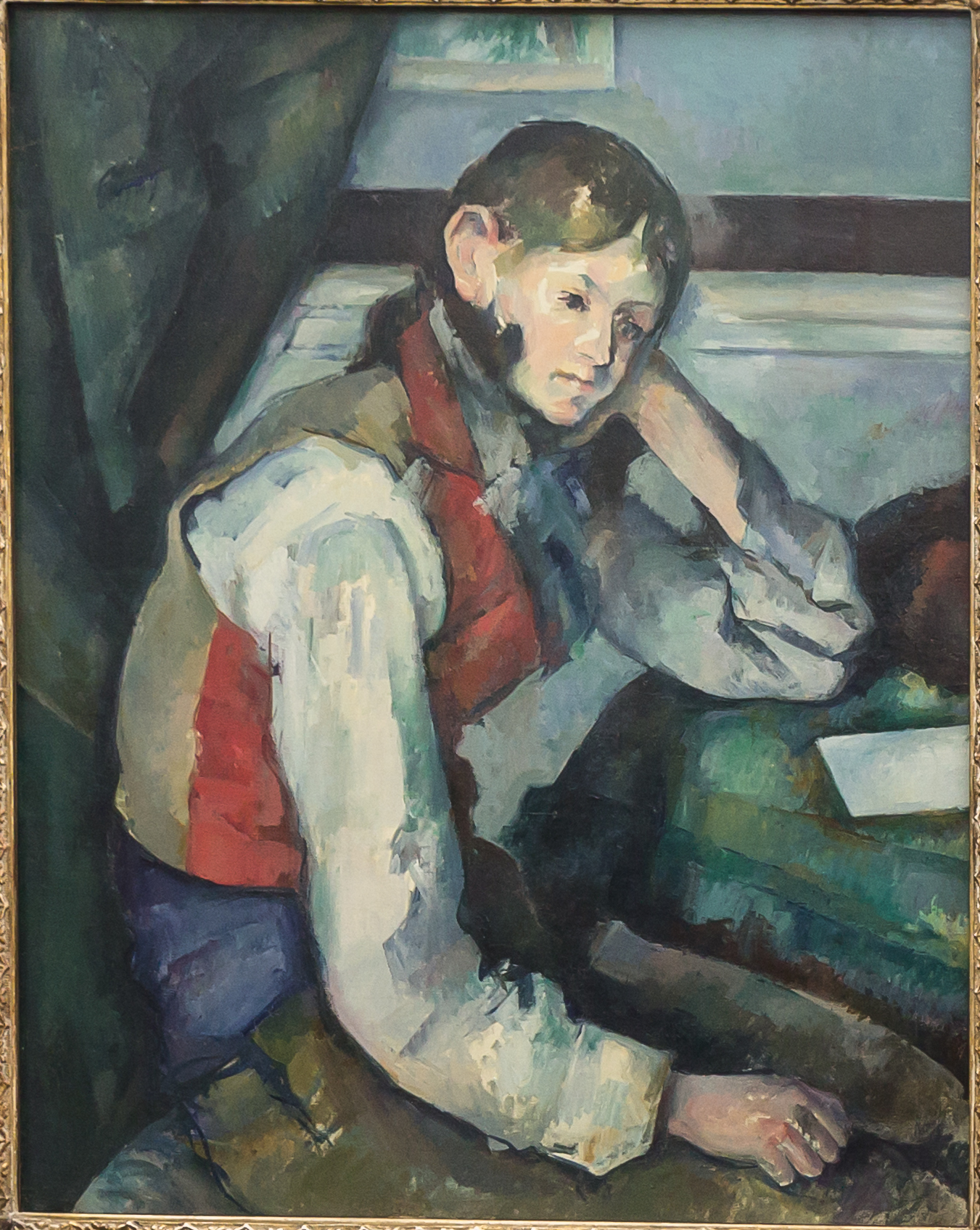
Paul Cézanne, Il ragazzo con il panciotto rosso
Jean-Baptiste-Camille Corot, A Girl Reading, 1845-1850
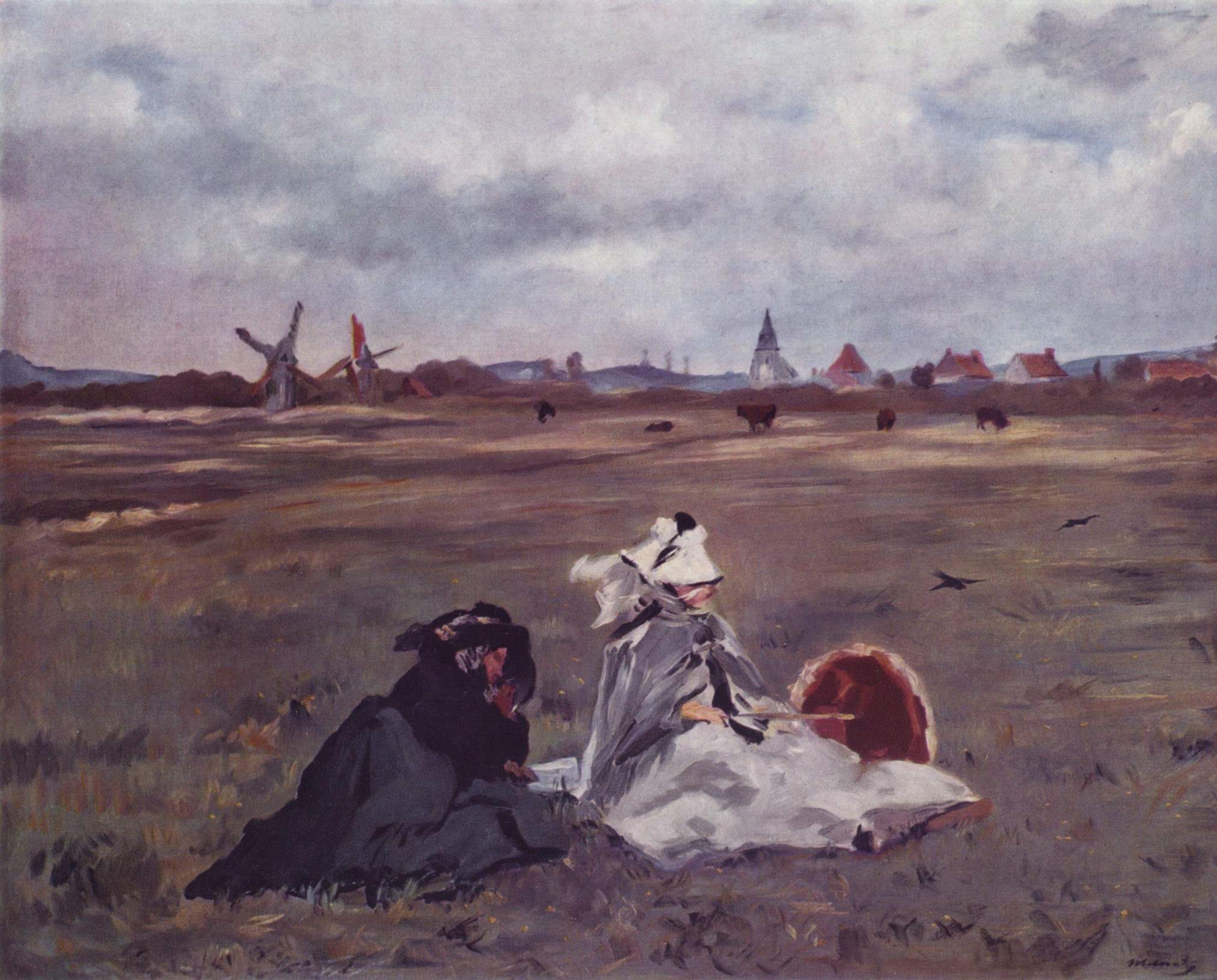
Édouard Manet, The Swallows, 1873
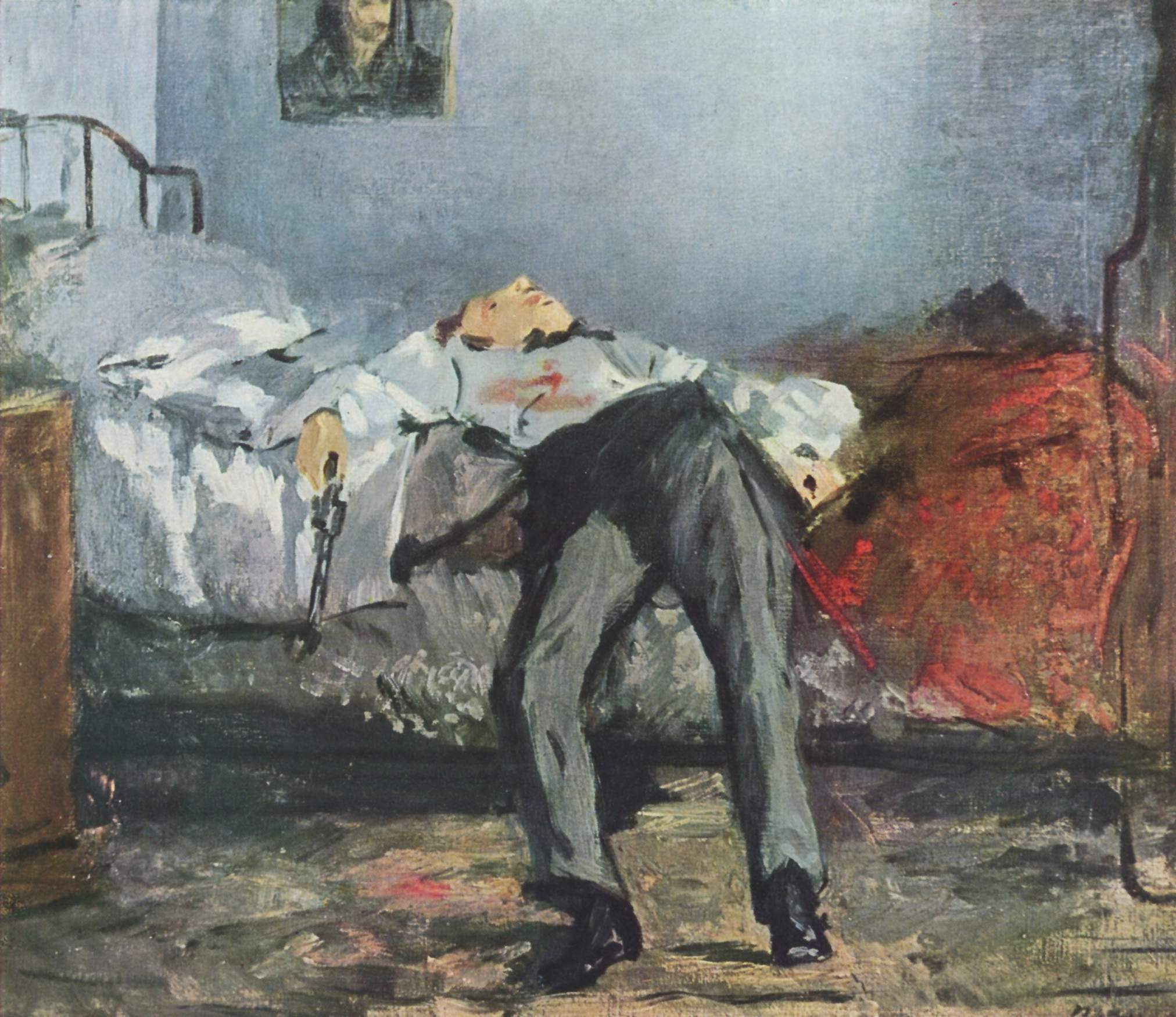
Édouard Manet, The Suicide, 1877-1881
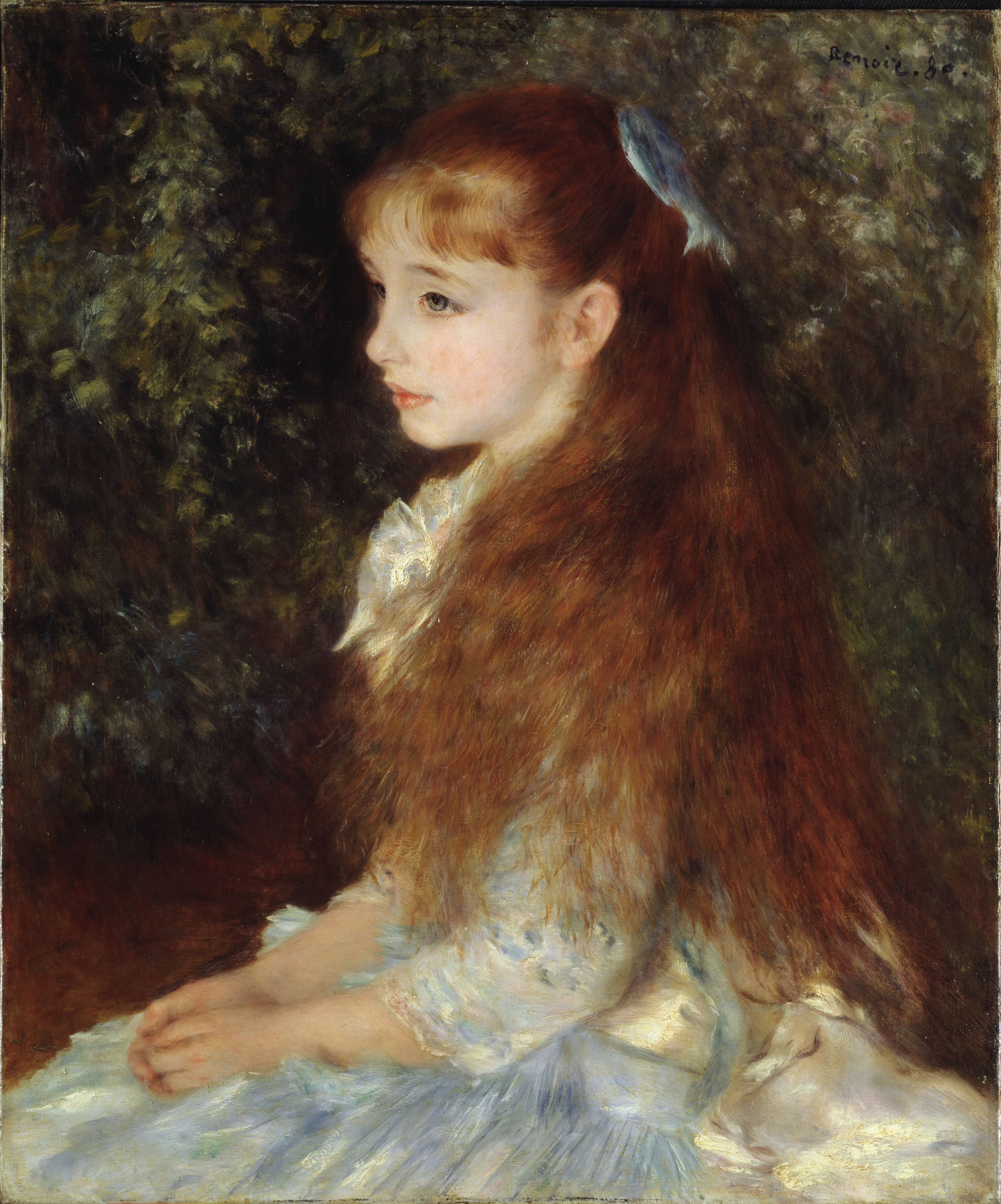
Pierre-Auguste Renoir, Ritratto di Irene Cahen d'Anversa, 1880
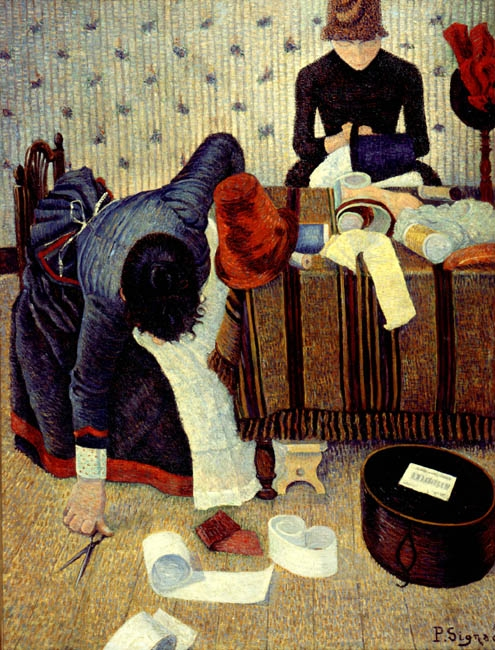
Paul Signac, Two Milliners in the Rue du Caire, 1885-86
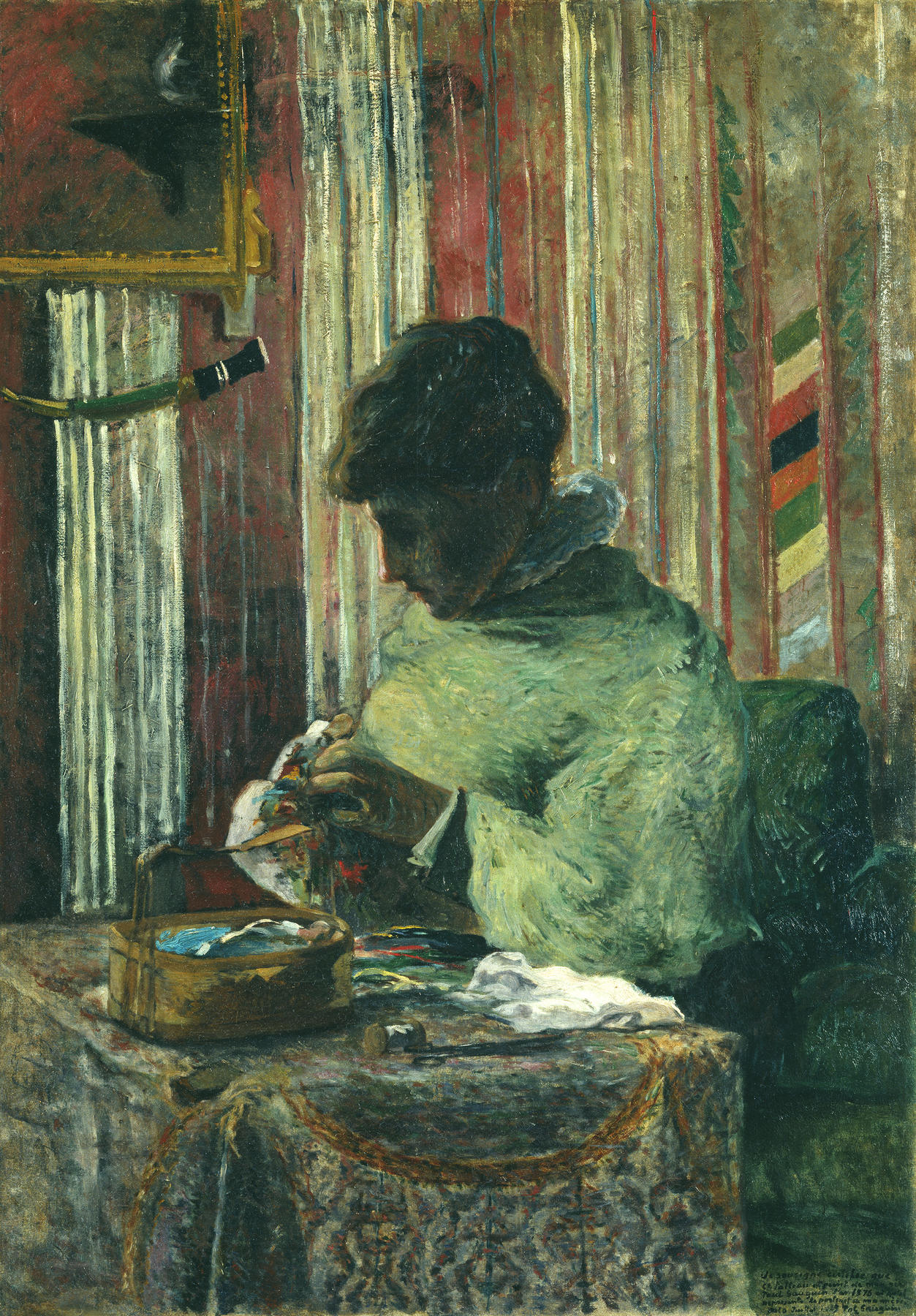
Paul Gauguin, The Embroiderer (La Brodeuse), 1880
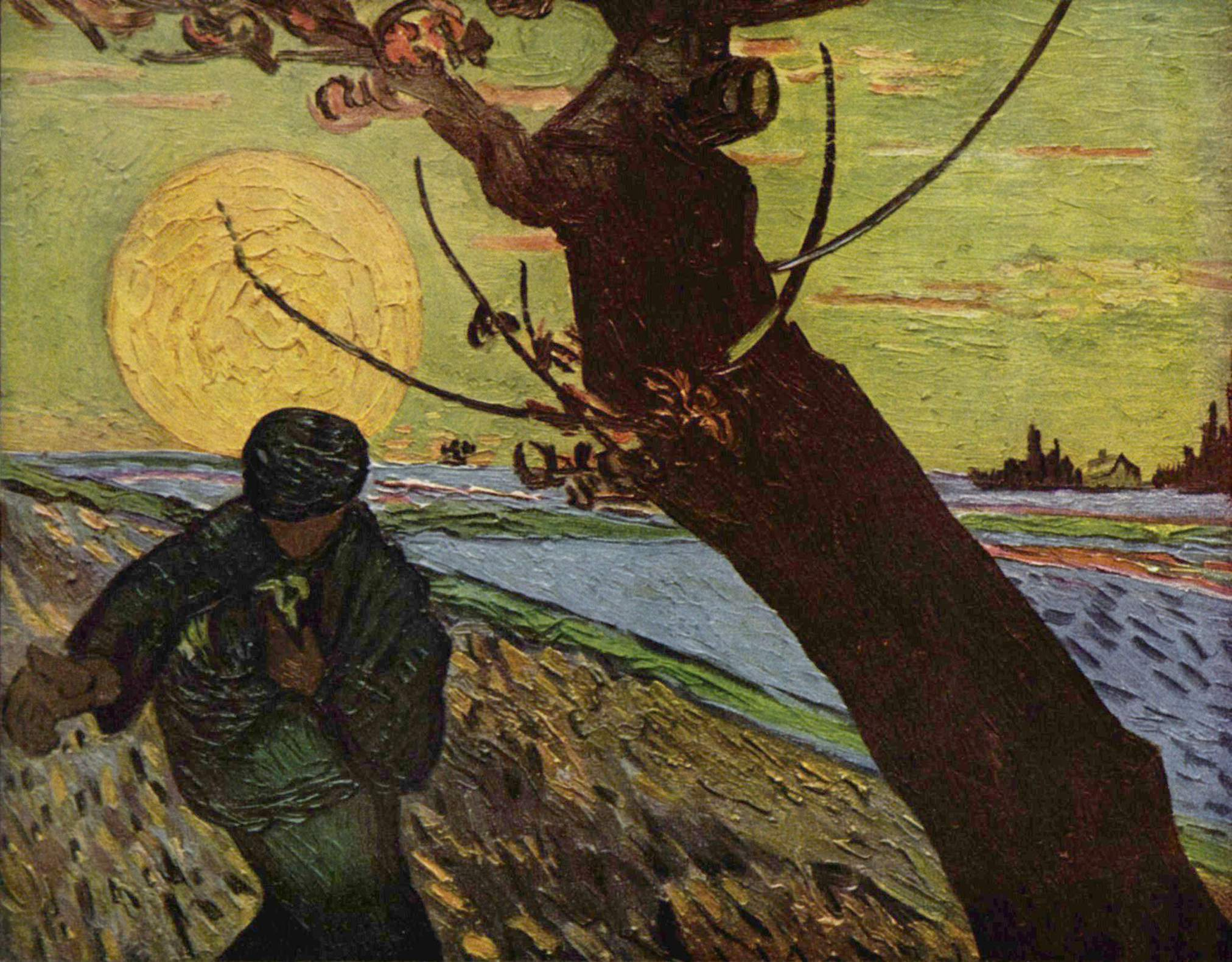
Vincent van Gogh, The Sower (after Millet), 1888
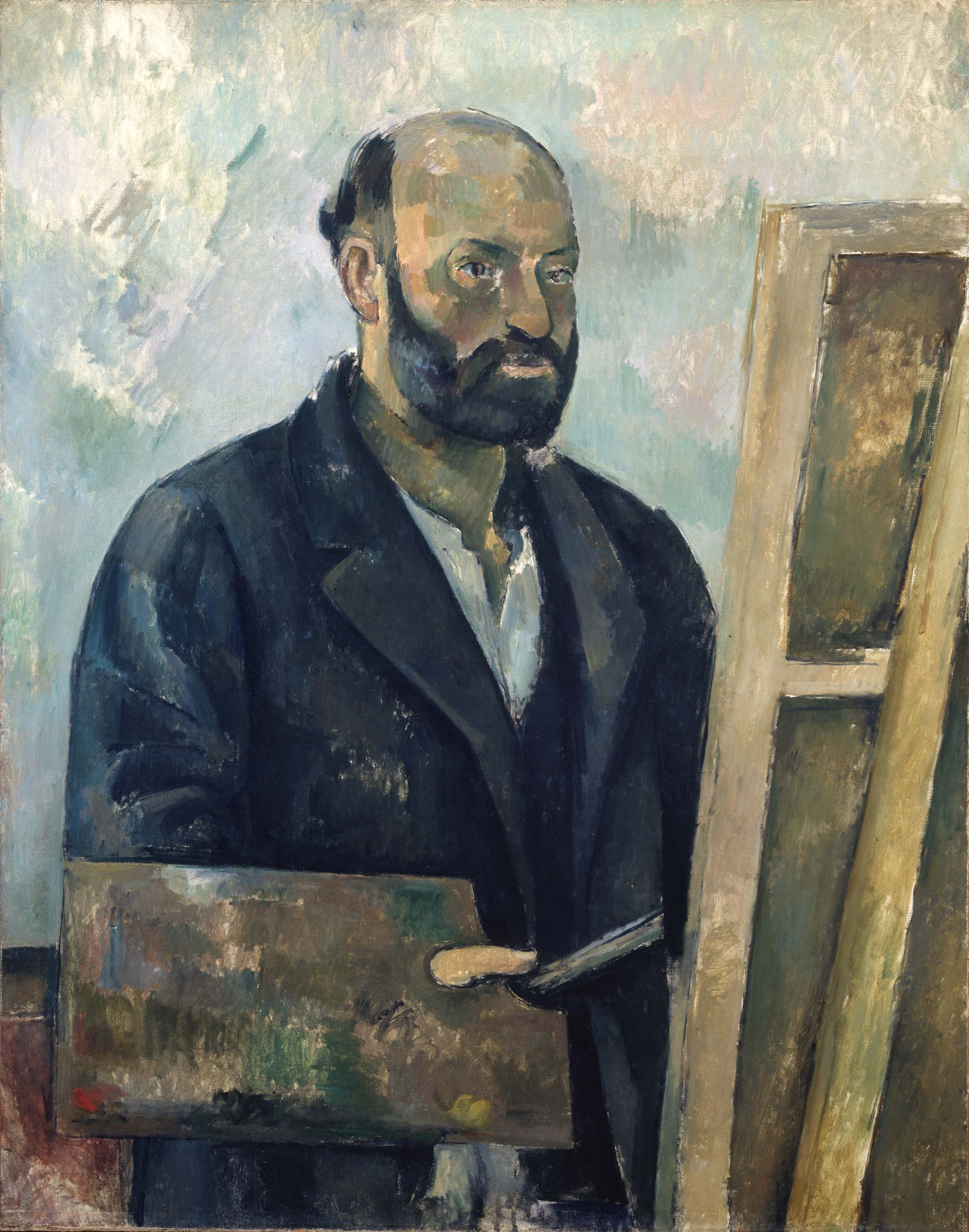
Paul Cézanne, Self-Portrait with Palette, 1890
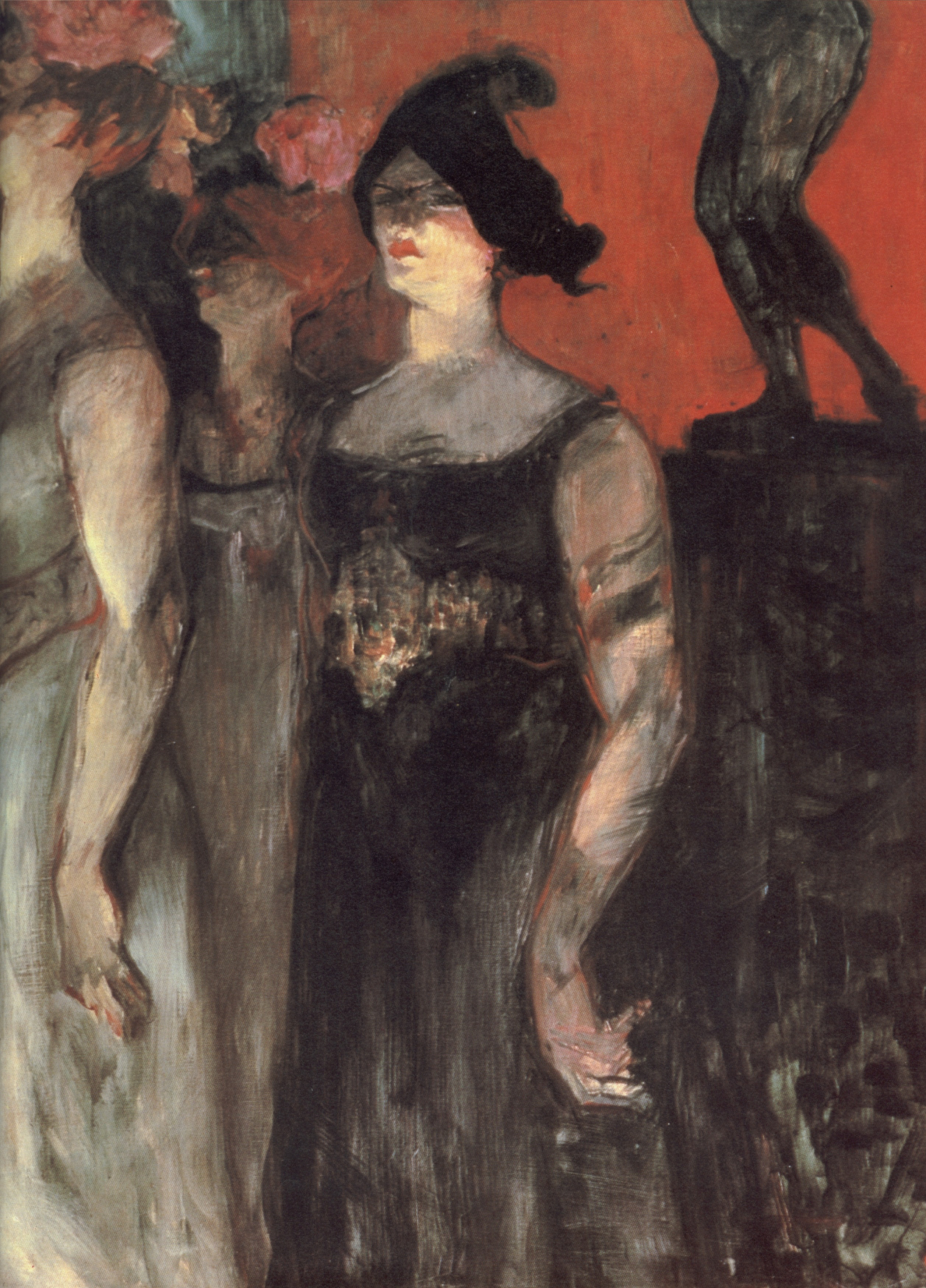
Henri de Toulouse-Lautrec, Messaline, 1900-1901
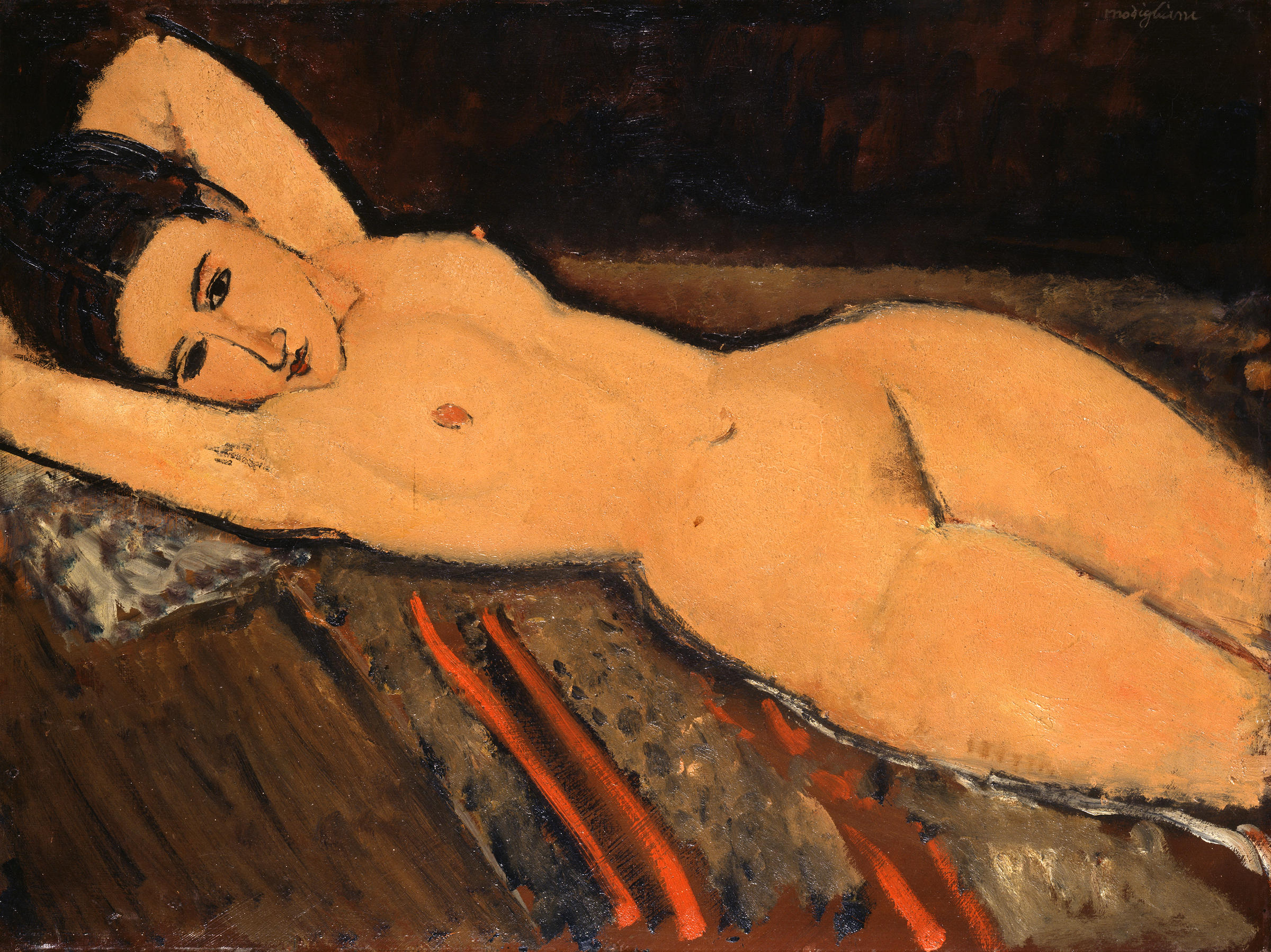
Amedeo Modigliani, Reclining Nude, 1916